# Stefano Delle Chiaie
Stefano Delle Chiaie (* 13. September 1936 in Caserta; † 9. September 2019 in Rom) war ein italienischer Neofaschist und Terrorist. Er war Gründer der rechtsextremen außerparlamentarischen Bewegung Avanguardia Nazionale und Mitglied der Terrororganisation Ordine Nuovo. Aufgrund seiner  Beteiligung an der Operation Condor in Südamerika und der vermuteten Beteiligung an Terroranschlägen in Italien wurde weltweit nach ihm gefahndet.

## Politische und terroristische Aktivitäten
Delle Chiaie begann als Mitglied des neofaschistischen Movimento Sociale Italiano (MSI), dessen Bereitschaft an Wahlen teilzunehmen er jedoch ablehnte. Daher verließ er 1960 die Partei, um die Avanguardia Nazionale als außerparlamentarische Bewegung zu gründen. Zu dieser Zeit trat er auch der Winkelloge Propaganda Due (P2) bei. Außerdem war er Mitglied der Stay-behind-Organisation Gladio.
Er wirkte 1965 an der Schein-Presseagentur Aginter Press von Yves Guérin-Sérac in der portugiesischen Salazar-Diktatur mit.
Delle Chiaie war ein enger Verbündeter Junio Valerio Borgheses, mit dem er auch im Golpe Borghese involviert war, einem fehlgeschlagenen Putschversuch von 1970 in Italien, nach welchem er ins franquistische Spanien flüchtete. Dort setzte er seine Bemühungen zum Aufbau der Avanguardia Nazionale fort, traf mit zukünftigen Mitgliedern der Grupos Antiterroristas de Liberación (GAL) zusammen und freundete sich mit dem belgischen Faschisten Léon Degrelle an.
Delle Chiaie verbrachte danach die meiste Zeit in Lateinamerika und wurde von der CIA 1983 als der meistgesuchte rechtsgerichtete Terrorist bezeichnet. Im Zuge seiner Aktivitäten war Delle Chiaie auch unter verschiedenen Alias-Namen wie ALFA oder Alfredo Di Stéfano (nach dem Fußballspieler Alfredo Di Stéfano) bekannt. 1973 war er am Massaker von Ezeiza in Argentinien beteiligt. Ebenfalls beteiligt war er am Massaker von Montejurra, der Ermordung linksgerichteter Carlisten durch rechtsextreme Terroristen. Die Ermittlungen des spanischen Untersuchungsrichters Baltasar Garzón ergaben, dass er sowohl für Augusto Pinochets Geheimpolizei DINA als auch für die Alianza Anticomunista Argentina (AAA) und die Diktatur Hugo Banzers in Bolivien tätig war.

### Verstrickung in die Operation Condor

An der Operation Condor teilnehmende Staaten (grün); blassgrün markiert sind Staaten, die sich nur teilweise beteiligten, in blau die als Unterstützer tätigen USA.

Nachdem Delle Chiaie das Vertrauen Augusto Pinochets gewonnen hatte, zog er 1974 von Spanien nach Chile, wo er nicht nur für die dortige Regierung tätig war, sondern auch in Argentinien und El Salvador sowohl Regierungstruppen als auch konterrevolutionäre Banden ausbildete und sich somit aktiv am Schmutzigen Krieg und dem Staatsterrorismus der Operation Condor beteiligte.
Delle Chiaie traf sich 1975 in Madrid mit Pinochet bei der Begräbnisfeier Francisco Francos, was den Ausgangspunkt für seine Tätigkeit für das chilenische Regime und die Operation Condor darstellen sollte. Nach Angaben des Juristen Alun Jones, der die spanische Justiz beim Pinochet-Auslieferungsgesuch gegenüber Großbritannien vertrat, soll bei Pinochets Treffen mit Delle Chiaie ein Mordanschlag auf Carlos Altamirano, den Vorsitzenden der Sozialistischen Partei Chiles, besprochen worden sein. Das Vorhaben scheiterte allerdings aufgrund Altamiranos Umsicht – oder weil ein ausländischer Nachrichtendienst unbekannter Herkunft ihn vorgewarnt haben könnte.
CIA-Dokumente besagen, dass Delle Chiaie 1975 mit dem US-amerikanischen DINA-Agenten Michael Townley und dem Exil-Kubaner Virgilio Paz Romero Kontakt hatte, um mit Hilfe von Francos Geheimpolizei die Ermordung des chilenischen Christdemokraten Bernardo Leighton zu planen. Am 6. Oktober 1975 wurden Leighton und seine Frau im römischen Exil durch Schüsse schwer verletzt.
Zusammen mit dem nationalsozialistischen Kriegsverbrecher Klaus Barbie und rund 70 Agenten des argentinischen Geheimdienstes SIDE verhalf Delle Chiaie 1980 im sogenannten Cocaine Coup dem rechtsextremen bolivianischen General Luis García Meza Tejada an die Macht. Er stellte sich dann in den Dienst des neuen Regimes und bildete dessen Soldaten aus. 1983 erklärte er in einem Interview mit einem spanischen Reporter:

“Decisi che dovevo dare un contributo alla creazione di un movimento rivoluzionario internazionale. […] Così, quando si affacciò in Bolivia la proposta di una rivoluzione nazionale, noi eravamo lì, con i nostri a fianco dei camerati boliviani. Non eravamo né torturatori né narcoterroristi, ma militanti politici.”

„Ich entschied mich, einen Beitrag zur Schaffung einer internationalen revolutionären Bewegung zu leisten. […] Als sich die Möglichkeit einer nationalen Revolution in Bolivien ergab, standen wir daher unseren bolivianischen Kameraden bei. Wir waren weder Folterknechte noch ‚Narco-Terroristen‘, sondern politisch Militante.“

Des Weiteren wird vermutet, dass Delle Chiaie an der Ermordung von General Carlos Prats am 30. September 1974 in Buenos Aires beteiligt gewesen sein soll. Diesbezüglich sagte Delle Chiaie im Dezember 1995 in Rom zusammen mit seinem Komplizen Vincenzo Vinciguerra vor der Richterin Maria Servini de Cubria aus; hierbei lasteten sie Michael Townley und dem früheren chilenischen Geheimagenten Enrique Arancibia Clavel die Haupttäterschaft an. Townley gab an, dass Arancibia im Herbst 1977 nach Kalifornien gereist sei, um Bankgeschäfte für Delle Chiaie zu erledigen. Gegen Arancibia wurde 2004 in Argentinien wegen Verbrechen gegen die Menschlichkeit Anklage erhoben.

## Verhaftung und Prozess
Delle Chiaie wurde 1987 in Caracas (Venezuela) festgenommen, nachdem er Bolivien nach der Amtsübernahme von Hernán Siles Zuazo im Oktober 1982 verlassen hatte. Er wurde nach Italien ausgeliefert, um sich dort vor Gericht für seine Rolle beim Bombenanschlag auf der Piazza Fontana am 12. Dezember 1969 zu verantworten. Das Assisengericht von Catanzaro sprach ihn und den mitangeklagten Massimiliano Fachini allerdings frei.
Ihm wurde auch eine Mittäterschaft beim Anschlag von Bologna 1980 zur Last gelegt. Er wurde dafür in erster Instanz verurteilt, in der Berufungsverhandlung jedoch freigesprochen.
Bei einer Vernehmung durch einen Parlamentsausschuss unter Vorsitz von Senator Giovanni Pellegrino im Jahre 1997 sprach Stefano Delle Chiaie von einer „schwarzen faschistischen Internationale“ und seinen Hoffnungen, die Grundlagen einer „internationalen Revolution“ zu schaffen. Er erwähnte auch die Antikommunistische Weltliga, gab aber an, bei deren Treffen in Paraguay nie anwesend gewesen zu sein, da er die Weltliga für eine Tarnorganisation der CIA hielt. Er gab lediglich seine Teilnahme bei der Organisation Neue Europäische Ordnung zu und stritt ab, mit der Internationalen Antikommunistischen Allianz um 1974 zusammengearbeitet zu haben.
Delle Chiaie starb am Abend des 9. September 2019 im Vannini-Krankenhaus in Rom, wenige Tage vor seinem 83. Geburtstag.